# Ngày lễ Thánh
Ngày lễ Thánh là một bộ phim tâm lý tình cảm của đạo diễn Bạch Diệp, thực hiện năm 1976, phim quay ở Hải Hậu, Nam Định. Bộ phim được chuyển thể từ tiểu thuyết Bão biển (1969) của nhà văn Chu Văn kể về đời sống xã hội của một làng Công giáo ven biển miền Bắc đầu thập niên 60 của thế kỷ XX, các vấn đề về xây dựng xã hội chủ nghĩa thời kỳ đó như thành lập hợp tác xã, mua bán trong kinh tế thị trường và phân phối trong kinh tế kế hoạch hóa tập trung... Phim có nhiều cảnh quay đẹp về làng quê Việt Nam, nhà thờ Công giáo, lễ hội.
Phim được giải bông sen bạc, Liên hoan phim Việt Nam lần thứ IV-1977.
Phim được chương trình Cine 7 - Ký ức phim Việt lựa chọn.

## Nội dung
Chuyện xảy ra vào năm 1960 ở làng ven biển miền Bắc Việt Nam, hai chị em Nhân (Trà Giang) và Ái (Như Quỳnh) là giáo dân và đều đã có một đời chồng. Chồng Nhân chạy vào miền Nam theo làn sóng di cư Công giáo 1954, Nhương chồng Ái sau khi bỏ Ái thì đi lấy vợ khác. Trong làng còn một số người vẫn mang tư tưởng thù địch, không tin vào chế độ cộng sản nên ngầm ngấm chống đối, phá rối bằng cách lợi dụng lòng tin của các giáo dân gây ra những vụ lộn xộn như trùm Nhâm, người đứng sau chỉ đạo các vụ gây rối làm mất lòng tin nhân dân. Ái yêu Vượng, một thanh niên trong làng và họ định tổ chức đám cưới nhưng bị chị Nhân phản đối, sau đó, nhóm phản động lợi dụng gây rối lợi dụng Nhân, Nhương gây rối để chống phá, làm mất lòng tin của nhân dân với Nhà nước. Tiệp là chủ tịch xã cố gắng khuyên can giải thích với mọi người rằng họ đến với nhau bằng tình yêu và có giấy của toà án xác nhận Nhương không còn là chồng của Ái vì chỉ lấy cô về làm người hầu, sau đó cưới vợ khác. Vụ lộn xộn lên tới đỉnh điểm do sự kích động bên ngoài, Tiệp bị ném đá vỡ đầu trong lúc giằng co và Nhân bị bắt do có ai đó đã đưa hòn đá cho cô. 
Sau khi công an làm rõ và Tiệp nói Nhân không là thủ phạm mà do có kẻ đứng sau thì Nhân dần hiểu ra mình đang bị lợi dụng lòng tin cho mục đích xấu xa bên trong. Tiệp được mọi người yêu quý do anh năng nổ, dám nghĩ dám làm và đưa lợi ích nhân dân lên trên hết. Nhân dần đã nhận ra mình có tình cảm với Tiệp, cô bắt đầu góp ruộng vào hợp tác xã, tham gia các phong trào quần chúng, không còn tin theo thế lực đen tối lợi dụng tôn giáo nữa. Bất ngờ, chồng cũ của Nhân trở về với mục đích đòi nợ con của trùm Nhâm và đưa Nhân vào miền Nam, hắn dùng áp lực với Nhân nhưng Nhân không tin theo lời hắn, trong lúc bị công an truy đuổi thì đã bắn trọng thương Nhân, sau đó thì hắn bị bắt. Cuối phim, Nhân và Tiệp gặp nhau trên bãi cát ven biển trong gió chiều lồng lộng.

## Diễn viên
- NSND Trà Giang vai Nhân
- NSND Trần Phương vai Tiệp
- NSND Như Quỳnh vai Ái
- Viết Liên vai  Vượng
- NSND Tuệ Minh vai xơ Khuyên
- Lại Phú Cường vai Thất
- Thúy Mùi vai vợ Thất
- Xuân Tạc vai trùm Nhâm
- Anh Thái vai Nhương (chồng cũ Ái)
- Minh Mẫn vai Hào
- Mạnh Sinh vai quan Ngật
- Vũ Bằng (tức Phạm Bằng) vai thầy San
- NSND Thế Anh vai đức Cha
- Đình Quốc vai Lực (chồng cũ Nhân)
- Hoàng Anh vai cha Tập
- Tuyết Trinh vai mụ Lạc
- NSƯT Tố Uyên vaiNhài
- Tích Vân vai xơ Diệu
- Thanh Thủy vai vợ quan Ngật
- NSND Đoàn Dũng vai Mấy
- Dục Tú vai vợ Mấy
- Dũng Nhi vai Thiếu úy công an

## Ê-kíp thực hiện
- Phó đạo diễn: Long Vân
- Chủ nhiệm phim: Nguyễn Văn Hưng
- Phó chủ nhiệm: Lý Viết Lợi
- Chỉ huy dàn nhạc: NSƯT Vũ Lương
- Họa sĩ: NSƯT Nguyễn Trịnh Thái
- Dựng cảnh:
- Đạo cụ:
- Phục trang:
- Hóa trang:
- Kỹ thuật hình:
- Ánh sáng:
- Dựng phim:
- Tiếng động: